# Velika nagrada Nemčije 1935
Velika nagrada Nemčije 1935 je bila druga dirka Evropskega prvenstva v sezoni 1935. Potekala je 28. julija 1935 na dirkališču Nürburgring. Pred 300.000 nemškimi gledalci in nacistično oblastjo je presenetljivo zmagal Italijan Tazio Nuvolari z Alfo Romeo Tipo B moštva Ferrari, drugi je bil Hans Stuck z dirkalnikom Auto Union B, tretji pa Rudolf Caracciola z Mercedes-Benzom W25B.

## Poročilo
Dirka je potekala pred 300.000 fanatičnimi nemškimi navijači, nacistično oblastjo in samim Adolfom Hitlerjem, ki so pričakovali zmago nemškega dirkača v nemškem dirkalniku. Kandidati za zmago so bili predvsem dirkači moštva Mercedes, ki so ga sestavljali Nemci Rudolf Caracciola, Manfred von Brauchitsch, Hermann Lang in Hanns Geier ter Italijan Luigi Fagioli, in moštva Auto Uniona, ki so ga sestavljali Nemci Bernd Rosemeyer, Hans Stuck in Paul Pietsch ter Italijan Achille Varzi. Tazio Nuvolari je želel dirkati v Auto Unionu, toda sedež so dali njegovemu največjemu rivalu, sam pa je dirkal z Alfo Romeo Tipo B, katere motor je imel med 50 in 100 konjskimi močmi primanjkljaja v primerjavi z nemškima dirkalnikoma. Štartna vrsta je bila sestavljena na podlagi žrebanja, steza pa je bila po nočnem dežju še vedno delno mokra.
Ob štartu sta dva dirkača Auto Uniona, Stuck in Pietsch obtičala na štartni vrsti. Medtem je Caracciola, ki je štartal iz tretje vrste, povedel, sledili pa so mu Nuvolari, Fagioli, Brauchitsch in Raymond Mays. Po prvem krogu je imel Caracciola že dvanajst sekund prednosti pred Nuvolarijem in Fagiolijem, sledili so še Rosemeyer, Brauchitsch, Louis Chiron, Antonio Brivio, Varzi, Piero Taruffi, Lang in Geier. Po koncu drugega kroga je imel Caracciola še vedno dvanajst sekund prednosti, drugi je bil Rosemeyer, nato so sledili še Rosemeyer, Fagioli, von Brauchitsch in Nuvolari. Dva kroga kasneje se je Chiron prebil na četrto mesto, Nuvolari pa je padel na šesto mesto. Kmalu za tem je na Chironovi Alfi Romeo prišlo do okvare diferenciala in Nuvolari je ostal sam v ospredju v boju z nemškimi dirkalniki.
Nuvolari je začel pospeševati, Rosemeyer pa je prehitro pripeljal v ovinek in zapeljal v kanal. Z uničeno zadnjo pnevmatiko in polno umazanije na zadnjem delu dirkalnika je zapeljal v bokse, tako da ga je Nuvolari v šestem krogu prehitel, nato je v sedmem krogu prehitel von Brauchitscha, ki mu je vrnil v osmem krogu. Nuvolari je v devetem krogu še enkrat prehitel von Brauchitscha, nato še Fagiolija, v desetem krogu pa še do tedaj vodilnega Caracciolo in na presenečenje številnih nemških gledalcev prešel v vodstvo. 
V enajstem krogu od dvaindvajsetih so prvi štirje dirkači,  Nuvolari, Caracciola, Rosemeyer in von Brauchitsch, hkrati zapeljali na postanek v bokse na zamenjavo pnevmatik in dolivanje goriva. Prvi je iz boksov zapeljal von Brauchitsch po le 47-h sekundah, drugi Caracciola po 67-ih sekundah, nato Rosemeyer po 75-ih sekundah, Nuvolarijeva Alfa Romeo pa je še kar stala. Razlog za to je bila okvara črpalke za gorivo, med tem pa je Chiron miril vidno besnega Nuvolarija, ki je mehanikom mahal naj pohitijo. Po 134-ih sekundah je Nuvolari po tem, ko so mu mehaniki gorivo nalili kar z vedrom, le zapeljal nazaj na stezo in se vrnil na šesto mesto. V naslednjem krogu je v bokse zapeljal Stuck, Nuvolari pa je še vedno besen zaradi slabega postanka v boksih divjal po še vedno delno molki progi. Vodilni Fagioli je v dvanajstem krogu zapeljal na svoj postanek v boksih, ki je trajal 51 sekund, ob povratku na stezo se je vrnil ne peto mesto, ne predaleč od Nuvolarija. 
Von Brauchitsch se je že lahko videl kot zmagovalca in je drvel po zaviti progi s povprečno hitrostjo 145km/h. Fagioli  je bil v težavah zaradi vzmetenja, Rosemeyer pa zaradi količine goriva. V trinajstem krogu je Nuvolari prehitel tako Stucka, kot tudi Fagiolija in Caracciolo, Rosemeyer je zaradi zlomljene cevi za gorivo zapeljal v bokse, tako da je bil Nuvolari na drugem mestu, 69 sekund za vodilnim von Brauchitschem.
Zdaj se je začel lov za vodilnem Nemcem. V vsakem od naslednjih treh krogov se je Nuvolari von Brauchitschu približal za nekaj sekund, Caracciola pa je držal tretje mesto. Na zidu pred boksi je tabla vodilnega opozarjala, da je Nuvolari le še 43 sekund za njim. Von Brauchitsch je odgovoril s krogom, katerega povprečna hitrost je presegla 145 km/h, toda v naslednjem krogu je zaostanek znašal le še 32 sekund. Stuck je prehitel Caracciolo, ki je imel zdravstvene težave, in se prebil na tretje mesto. V predzadnjem, enaindvajsetem, krogu je imel von Brauchitsch 35 sekund prednosti. Nemec, ki je imel vzdevek Pechvogel (Nesrečni ptič), je vozil previdno, s tem ko je varčeval z zavorami in pnevmatikami. V zadnjem krogu je bila razlika pri Flugplatzu, pet kilometrov po štartno-ciljni črti, 30 sekund, pri Adenauerforstu 27 sekund, pri Karusselu pa je bila razlika le še dvesto  metrov. Napovedovalec, ki je glasno spremljal zadnji krog von Brauchitscha, je nenadoma utihnil, kajti vodilnemu Nemcu počila pnevmatika, zato po platišču ni mogel voziti več od 75 km/h in  kmalu je Nuvolari zdrvel mimo ter na začudenje in razočaranje množice gledalcev zmagal.
Drugi je v cilj pripeljal Hans Stuck z Auto Unionom, tretji Caracciola praktično brez sape, Rosemeyer  je bil četrti, Nesrečni ptič pa le kot peti, ki je dirkalnik parkiral daleč od boksov v poskusu, da bi skril solze razočaranja. Za Nuvolarijem so se zvrstili štirje nemški dirkači in kar osem dirkačev z nemškimi dirkalniki. Nacistični uradniki so imeli pripravljeno le nemško himno Deutschland Über Alles, toda zmagovalec Nuvolari je rešil tudi to situacijo, kajti vedno je s seboj nosil posnetek Marcia Reale za srečo.
Tako se je razpletla dirka, ki velja za Nuvolarijevo največjo zmago v dolgoletni zelo uspešni karieri. Z že zastarelim dirkalnikom Alfo Romeo Tipo B je namreč premagal dve nemški tovarniški moštvi s celo kopico odličnih dirkačev in odličnim dirkalnikom na njihovih domačih tleh pred samim Adolfom Hitlerjem. Pokazal je odlične dirkaške kvalitete, levje srce in močno odločnost, kljub katastrofalnem postanku v boksih, po katerem je pridobival sekundo za sekundo predvsem s hitrejšo vožnjo v ovinkih od ostalih, kasnejšim zaviranjem in vožnjo na robu brez napake.

## Rezultati

### Štartna vrsta
| 1. vrsta | 1. poz.               |                               | 2. poz.                  |                     | 3. poz.            |
|          | Balestrero Alfa Romeo |                               | Nuvolari Alfa Romeo      |                     | Stuck Auto Union   |
| 2. vrsta |                       | 1. poz.                       |                          | 2. poz.             |                    |
|          |                       | von Brauchitsch Mercedes-Benz |                          | Zehender Maserati   |                    |
| 3. vrsta | 1. poz.               |                               | 2. poz.                  |                     | 3. poz.            |
|          | Chiron Alfa Romeo     |                               | Caracciola Mercedes-Benz |                     | Étancelin Maserati |
| 4. vrsta |                       | 1. poz.                       |                          | 2. poz.             |                    |
|          |                       | Mays ERA                      |                          | Rüesch Maserati     |                    |
| 5. vrsta | 1. poz.               |                               | 2. poz.                  |                     | 3. poz.            |
|          | Fagioli Mercedes-Benz |                               | Rosemeyer Auto Union     |                     | Varzi Auto Union   |
| 6. vrsta |                       | 1. poz.                       |                          | 2. poz.             |                    |
|          |                       | Pietsch Auto Union            |                          | Hartmann Maserati   |                    |
| 7. vrsta | 1. poz.               |                               | 2. poz.                  |                     | 3. poz.            |
|          | Taruffi Bugatti       |                               | Lang Mercedes-Benz       |                     | Ghersi Maserati    |
| 8. vrsta |                       | 1. poz.                       |                          | 2. poz.             |                    |
|          |                       | Brivio Alfa Romeo             |                          | Geier Mercedes-Benz |                    |

### Dirka
| Poz | Št | Dirkač                  | Moštvo             | Dirkalnik          | Krogi | Čas/Odstop   | Št. m. | Toč |
| --- | -- | ----------------------- | ------------------ | ------------------ | ----- | ------------ | ------ | --- |
| 1   | 12 | Tazio Nuvolari          | Scuderia Ferrari   | Alfa Romeo Tipo B  | 22    | 4:08:04.1    | 2      | 1   |
| 2   | 1  | Hans Stuck              | Auto Union         | Auto Union B       | 22    | +2:14.3      | 3      | 2   |
| 3   | 5  | Rudolf Caracciola       | Daimler-Benz AG    | Mercedes-Benz W25B | 22    | +3:09.0      | 7      | 3   |
| 4   | 3  | Bernd Rosemeyer         | Auto Union         | Auto Union B       | 22    | +4:46.9      | 12     | 4   |
| 5   | 7  | Manfred von Brauchitsch | Daimler-Benz AG    | Mercedes-Benz W25B | 22    | +6:13.3      | 4      | 4   |
| 6   | 6  | Luigi Fagioli           | Daimler-Benz AG    | Mercedes-Benz W25B | 22    | +7:54.2      | 11     | 4   |
| 7   | 8  | Hanns Geier             | Daimler-Benz AG    | Mercedes-Benz W25A | 21    | +1 krog      | 20     | 4   |
| 8   | 2  | Achille Varzi           | Auto Union         | Auto Union B       | 21    | +1 krog      | 13     | 4   |
| 9   | 4  | Paul Pietsch            | Auto Union         | Auto Union B       | 20    | +2 kroga     | 14     | 4   |
| 10  | 21 | Hans Rüesch             | Privatnik          | Maserati 8CM       | 20    | +2 kroga     | 10     | 4   |
| 11  | 16 | Goffredo Zehender       | Scuderia Subalpina | Maserati 6C-34     | 19    | +3 krogi     | 5      | 4   |
| 12  | 22 | Pietro Ghersi           | Luigi Soffietti    | Maserati 8CM       | 19    | +3 krogi     | 18     | 4   |
| Ods | 17 | Philippe Étancelin      | Scuderia Subalpina | Maserati 6C-34     | 18    | Motor        | 8      | 4   |
| Ods | 9  | Hermann Lang            | Daimler-Benz AG    | Mercedes-Benz W25A | 15    | Motor        | 17     | 5   |
| Ods | 10 | Raymond Mays            | ERA                | ERA B              | 11    | Pritisk olja | 9      | 5   |
| Ods | 10 | Ernst von Delius        | ERA                | ERA B              | 11    | Pritisk olja | 9      |     |
| Ods | 20 | László Hartmann         | Privatnik          | Maserati 8CM       | 9     | Vžig         | 15     | 6   |
| Ods | 14 | Louis Chiron            | Scuderia Ferrari   | Alfa Romeo Tipo B  | 5     | Diferencial  | 6      | 7   |
| Ods | 23 | Piero Taruffi           | Bugatti            | Bugatti T59        | 3     | Trčenje      | 16     | 7   |
| Ods | 15 | Antonio Brivio          | Scuderia Ferrari   | Alfa Romeo Tipo B  | 1     | Diferencial  | 19     | 7   |
| Ods | 11 | Renato Balestrero       | Gruppo San Giorgio | Alfa Romeo Tipo B  | 0     | Trčenje      | 1      | 7   |
| DNS | 15 | René Dreyfus            | Scuderia Ferrari   | Alfa Romeo Tipo B  |       |              |        | 8   |
| DNS | 19 | Ernst von Delius        | ERA                | ERA B              |       |              |        | 8   |
| DNS | 22 | Luigi Soffietti         | Luigi Soffietti    | Maserati 8CM       |       |              |        | 8   |